# 1980年レークプラシッドオリンピックのスイス選手団
1980年レークプラシッドオリンピックのスイス選手団（1980ねんレークプラシッドオリンピックのスイスせんしゅだん）は、1980年2月13日から2月24日まで、アメリカ合衆国ニューヨーク州のレークプラシッドで開催された1980年レークプラシッドオリンピックのスイス選手団、およびその競技結果。

## 概要
今大会は金メダル1個、銀メダル1個、銅メダル3個、合計5個のメダルを獲得した。

## メダル
| メダル | 選手名                                                                          | 競技           | 種目        |
| ------ | ------------------------------------------------------------------------------- | -------------- | ----------- |
| 金     | エーリヒ・シェーラー ヨーゼフ・ベンツ                                           | ボブスレー     | 男子2人乗り |
| 銀     | エーリヒ・シェーラー ウルリッヒ・ベッヒュリ ルドルフ・マルティ ヨーゼフ・ベンツ | ボブスレー     | 男子4人乗り |
| 銅     | ジャック・リュティ                                                              | アルペンスキー | 男子回転    |
| 銅     | マリー＝テレース・ナディヒ                                                      | アルペンスキー | 女子滑降    |
| 銅     | エリカ・ヘス                                                                    | アルペンスキー | 女子回転    |